# Wybory prezydenckie w Kirgistanie w 2021 roku
Wybory prezydenckie w Kirgistanie odbyły się 10 stycznia 2021 roku.Prezydent Kirgistanu wybierany jest na drodze głosowania, które przebiega w dwóch turach. Zgodnie z Konstytucją Kirgistanu z 2010 roku prezydent jest wybierany na 6-letnią kadencję bez możliwości ubiegania się o reelekcję.
24 października 2020 kirgiska Centralna Komisja Wyborcza ogłosiła, że przedterminowe wybory prezydenckie odbędą się 10 stycznia 2021. Ogłoszenie decyzji o przeprowadzeniu wyborów wynikało z faktu, iż wskutek protestów dotychczasowy prezydent Sooronbaj Dżeenbekow ustąpił z piastowanego stanowiska.
Aby się oficjalnie zarejestrować i wystartować w wyborach, ewentualni kandydaci musieli do 4 grudnia 2020 zebrać 30 000 podpisów oraz wnieść opłatę w wysokości miliona somów (równowartość 11 830 dolarów amerykańskich). Ostatecznie w wyborach wystartowało 19 kandydatów.

## Wyniki wyborów
Sadyr Dżaparow, z partii Mekencził, wygrał wybory ze zdecydowaną przewagą, zdobywając 1 105 248 głosów (79,83% poparcia). Drugie miejsce zajął Adachan Madumarow, reprezentujący ugrupowanie Bütün Kyrgyzstan, uzyskał 94 741 głosów (6,84% wszystkich oddanych).